# Music For Life 2016

Reyerstoren tijdens de editie

Music For Life 2016 was de elfde editie van Music For Life, een solidariteitsactie die jaarlijks in de week voor kerstmis wordt georganiseerd door de Vlaamse VRT-radiozender Studio Brussel in België. Het totaal aan activiteiten dat in dit verband plaatsvindt wordt De Warmste Week genoemd. De opbrengst ging niet naar een enkel doel of organisatie, maar was voor een heel breed aanbod aan organisaties. Er werden na controle van de Koning Boudewijnstichting 1311 verschillende vzw's als goed doel geregistreerd. Het motto, of de baseline, van deze editie was "Iedereen zorgt voor iedereen". Luisteraars konden in de weken voor het begin van De Warmste Week geldinzamelingsacties registreren en daarbij het goede doel aanduiden waarvoor werd ingezameld. Ze konden hun acties dan komen voorstellen op de radio tijdens De Warmste Week.
Zoals bij de drie voorgaande edities leefden drie gezichten van Studio Brussel een week lang buiten en presenteerden ze non-stop op de zender. Dit gebeurde in De Schorre in Boom. De drie presentatoren waren Eva De Roo, Linde Merckpoel en Bram Willems.
Deze editie van Music For Life bracht middels 6.195 verschillende acties volgens de tussenstand op 24 december 7.802.913 euro op, een nieuw recordbedrag. Het bedrag kan nog stijgen door acties die niet nog waren afgerond.
In totaal 12.558 platen werden aangevraagd waarbij de aanvrager geld stortte voor alle acties samen. Het meest aangevraagd nummer was "Can't Stop the Feeling!" van Justin Timberlake, gevolgd door "Een ster" van Stan Van Samang, "Stand by me" van Florence and the Machine, "Goud" van Bazart en "Ziet em duun" van Van Echelpoel. Van de radio-uitzending en het publiek in De Schorre werden ook beelden gecapteerd, die via videostream op internet en de VRT-televisiezenders tijdens daluren werden doorgestraald. Op die videostream was een permanente sms-balk gemonteerd. Berichten die verstuurd werden à 1 euro per bericht werden in deze balk getoond.
In de loop van de week bezochten 60.000 bezoekers de opnamelocatie in De Schorre.

## The Flame
Elke avond vond er op het terrein in de tent The Flame een optreden plaats, waarbij de opbrengst van de ticketverkoop geschonken werd aan het goede doel naar keuze van de artiesten: Jamie Lidell (Make A Wish), Goose (ALS-liga), Tom Odell (Amnesty International), Lost Frequencies (Dokters van de Wereld), Bazart (Hachiko) en Dua Lipa (Sunny Hill Foundation).

## Acties

### Warmathons
Voor de tweede maal werd ook de Warmathon georganiseerd. Bij deze actie werden in de vijf Vlaamse provinciehoofdsteden (Brugge, Gent, Hasselt, Antwerpen en Leuven) en voor de eerste maal ook in Brussel zoveel mogelijk kilometers gelopen ter voordele van de goede doelen. De opbrengst werd over alle goede doelen verdeeld. De actie bracht het meest op in Gent en Antwerpen. In totaal bracht de Warmathon 415.710 euro op, een nieuw record. Er waren 36.571 deelnemers waaronder koning Filip vergezeld van de prinsen Gabriël en Emmanuel en prinses Eléonore.

### Ketnet Koekenbak
Ketnet riep alle kinderen op met hun klas een Ketnet-Koekenbak te organiseren en geld in te zamelen met de verkoop van zelfgebakken koekjes. 2.217 klassen, in Vlaanderen is dat 1 klas op 6, met 41.455 leerlingen gingen op de oproep in waarmee in totaal 269.604 euro werd opgehaald.

## De Warmste Radio
Op 24 december, de laatste dag van De Warmste Week, vergezelden drie andere radiogezichten van Radio 1, Radio 2 en MNM, de drie presentatoren van Studio Brussel. Voor Radio 1 was dit Dennis van den Buijs, voor Radio 2 Britt Van Marsenille en ten slotte Tom De Cock voor MNM. Elke drie uur presenteerde een ander duo. Het geheel werd uitgezonden op de vier radiozenders tegelijk. Ook Siska Schoeters kwam de collega's voor de slotshow om 18 uur ondersteunen.